# NGC 2580
NGC 2580 est un amas ouvert,, situé dans la constellation de la Poupe. Il a été découvert par l'astronome britannique John Herschel en 1837.

NGC 2580 est à environ 4 000 pc (∼13 000 al) du système solaire et les dernières estimations donnent un âge de 158 millions d'années. La taille apparente de l'amas est de 8,0 minutes d'arc, ce qui, compte tenu de la distance, donne une taille réelle maximale d'environ 30 années-lumière.
Selon la classification des amas ouverts de Robert Trumpler, cet amas renferme entre 50 et 100 étoiles (lettre m) dont la concentration est moyenne (II) et dont les magnitudes se répartissent sur un intervalle moyen (le chiffre 2).
Une étude photomérique de NGC 2580 et de NGC 2588 publiée en 2004 indique des distances respectives d'environ 4 kpc (~13 000 al) et 5 kpc (~16 300 al) pour ces deux amas ainsi que des âges de 160 et 450 millions d'années. Selon cette même étude, NGC 2580 est dans le bras d'Orion de notre galaxie, alors que NGC 2588 est dans le bras de Persée.  